# Tohid Malikzadah Dilmaqani
 (mai 2019).
Le contenu est difficilement compréhensible vu les erreurs de traduction, qui sont peut-être dues à l'utilisation d'un logiciel de traduction automatique.
Tohid Malikzadah Dilmaqani (en azéri : Tohid Məlikzadə Dilməqani), né en 1973 à Salmas en Azerbaïdjan iranien, est un professeur d'université, spécialisé dans l'étude de l'histoire et de la culture de l'Azerbaïdjan. Il a écrit plusieurs livres sur le sujet.

## Ressources
- Liste des livres de Tohid Malikzadah Dilmaqani
- Tohid Malikzadah Dilmaqani
- Doktora Tezi
- (fa) Liste des livres de Tohid Malikzadah Dilmaqani